# Pranchita
Pranchita este un oraș în Paraná (PR), Brazilia.